# Neue Jadewerft

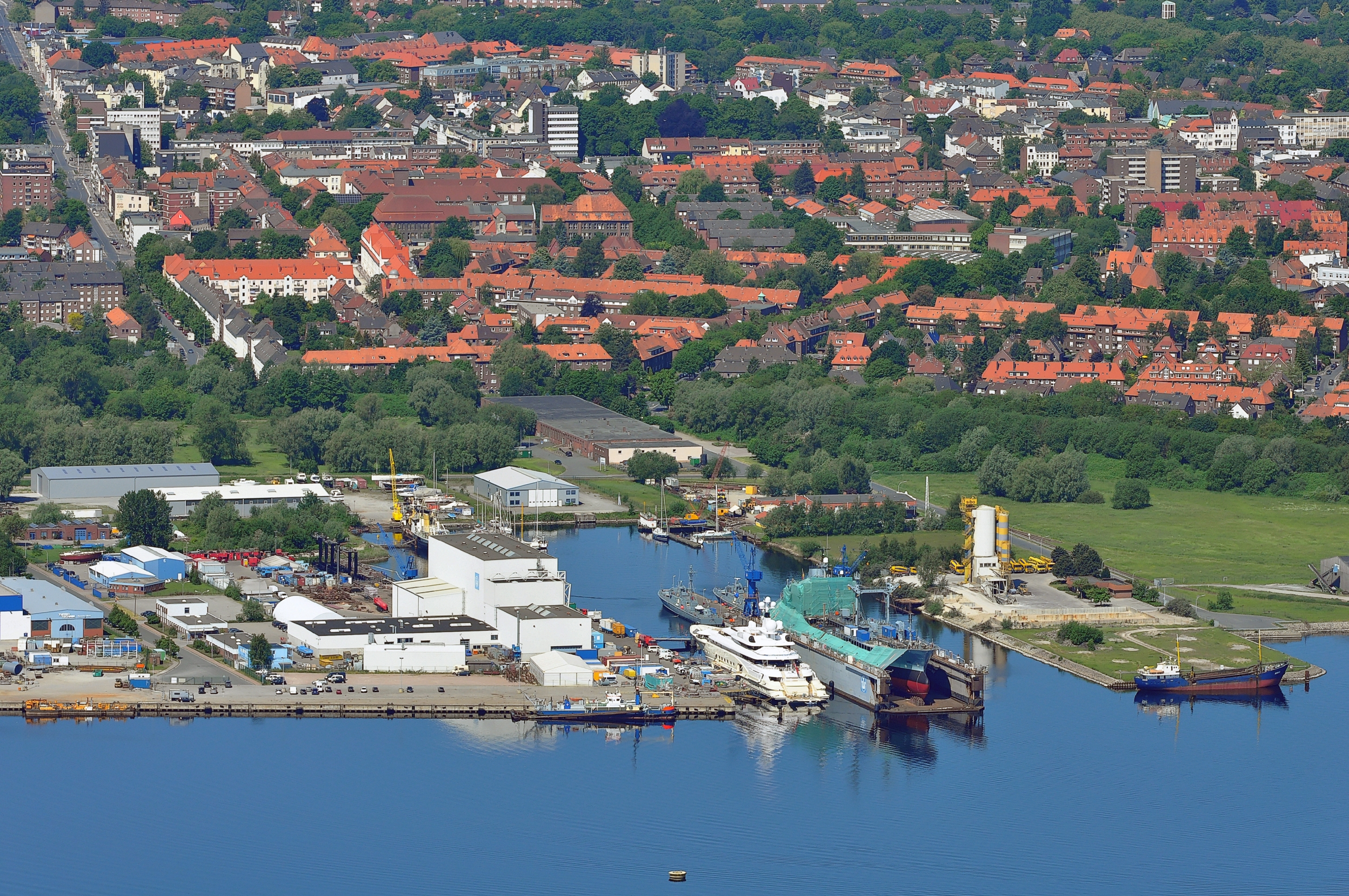
Luftbild von der Neuen Jadewerft

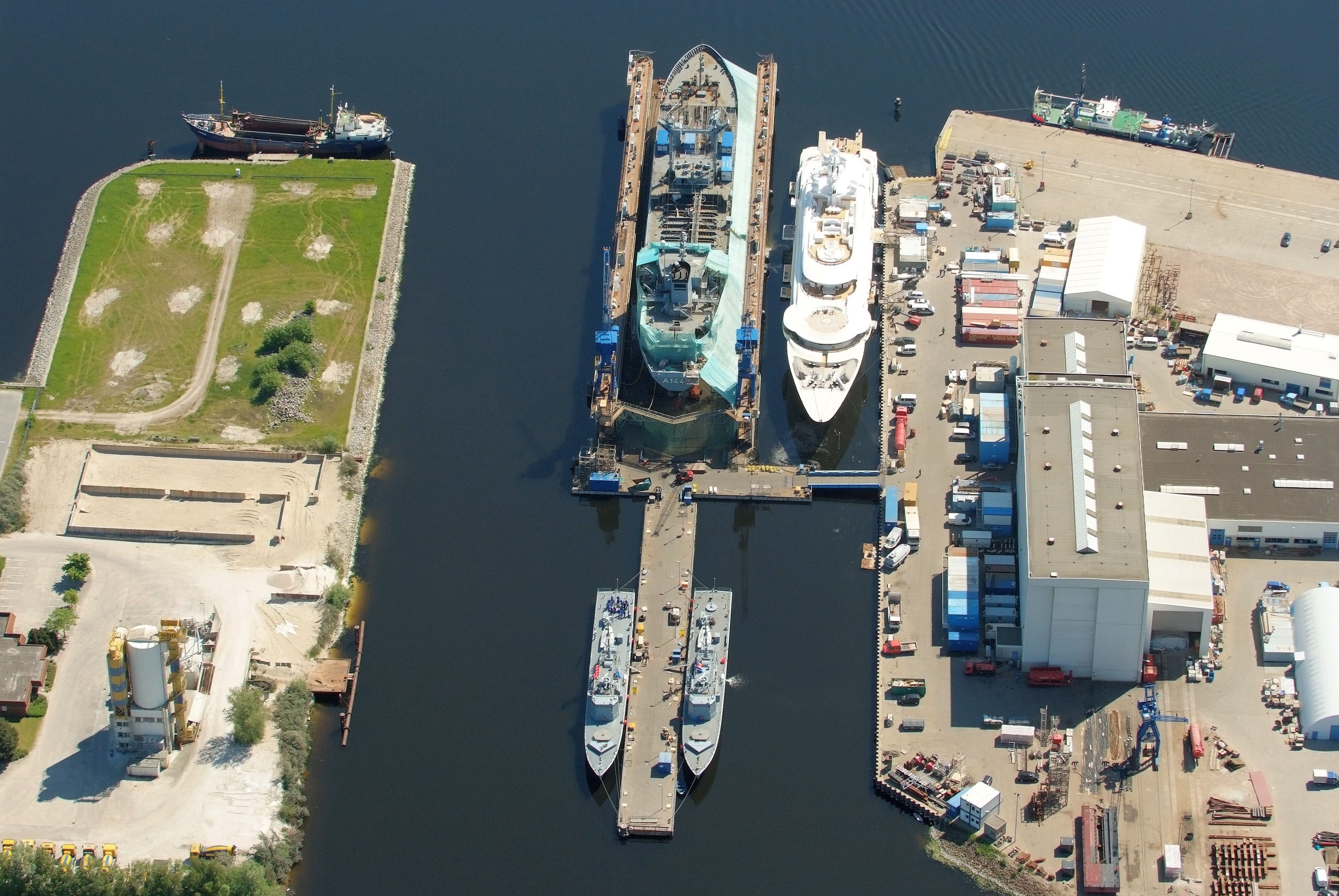
Übersicht

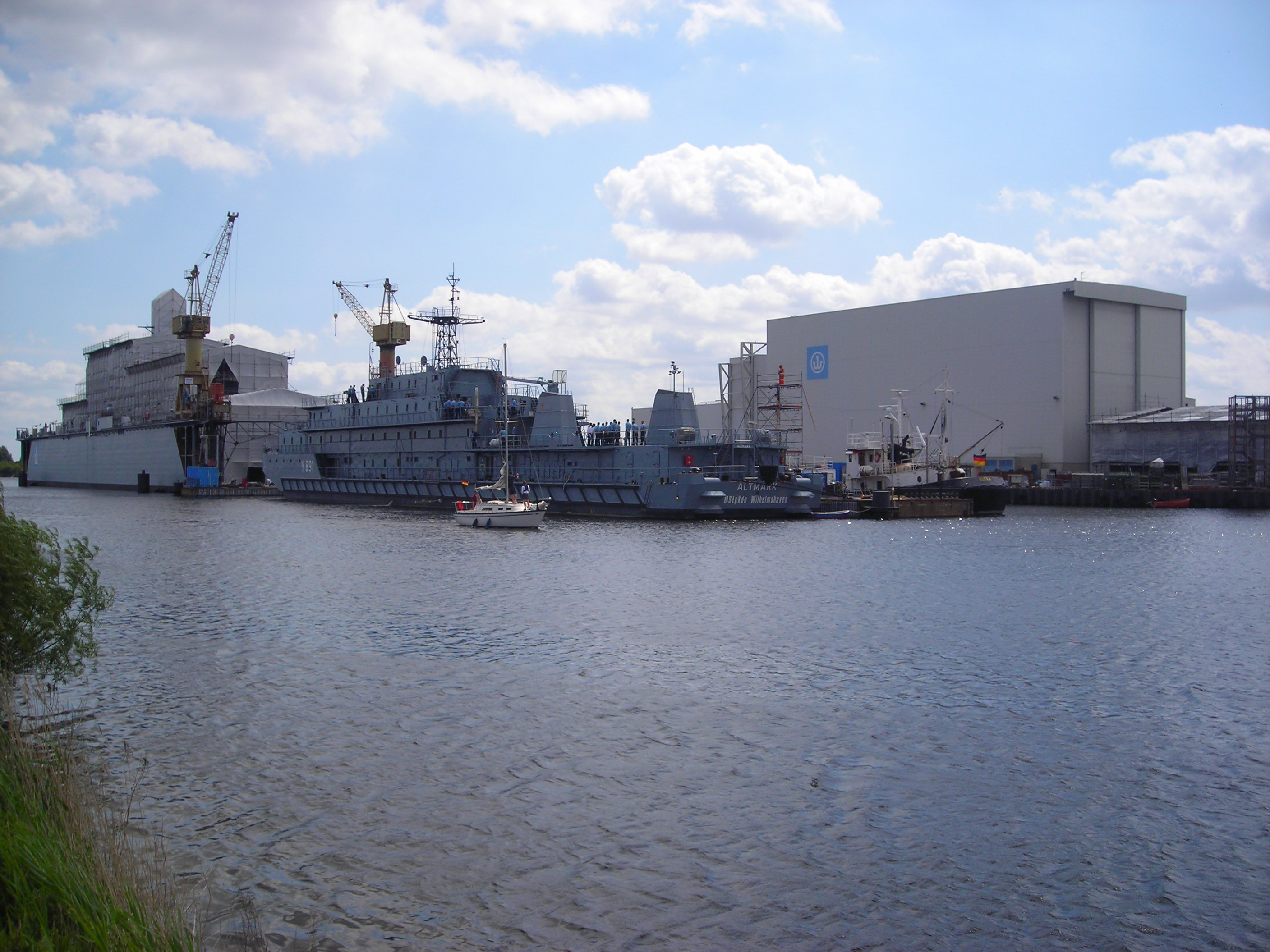
Ansicht der Neuen Jadewerft

Die Neue Jadewerft GmbH ist eine tideunabhängige Werft in Wilhelmshaven, die seit dem 1. Oktober 2021 zur Naval Vessels Lürssen (NVL) Group gehört.

## Geschichte
Mit dem Ende des Zweiten Weltkriegs schloss auch der Marinestützpunkt Wilhelmshaven. Die einstige Kriegsmarinewerft, 1870 als damalige Kaiserliche Werft gegründet, schloss zum 31. März 1947. Verschiedene Gewerke und Abteilungen existierten aber als sogenannte Nachfolgebetriebe weiter.

### Jadewerft GmbH
Am 2. Juni 1947 nahm die neu gegründete Jadewerft GmbH am ehemaligen Strombauhof mit 84 Beschäftigten die Arbeit auf. Als Gründer fungierten die beiden ehemaligen Marinebaubeamten Manfred Krutein (1917–2002) und Heinz Zeigerer (1916–1989). Von der Militärregierung war zunächst ausschließlich der Schiffsreparaturbetrieb gestattet. Die höchstzulässige Belegschaftszahl war auf 175 begrenzt. Beide Beschränkungen wurden aber schon im September des Gründungsjahres aufgehoben. Nachdem vorerst nur Schiffsreparaturen vorgenommen wurden, begann die Werft ab 1950 mit ersten Neubauten von Schuten, Pontons und Fähren. Bald darauf begann die Werft am Osnabrücker Ufer des Nordhafens auch den Bau von kommerziellen Schleppern, ab 1955 von Küstenmotorschiffen. Gleich der erste Schiffstyp eines 299-BRT-Kümos wurde durch seine große Holztragfähigkeit zum vielfach gebauten Erfolg. Erst Anfang der 1960er Jahre begann man auch größere Kümotypen zu fertigen, behielt den Schwerpunkt aber auf der Größe von etwa 300 BRT. Daneben entstanden immer wieder Spezialschiffe und Einzelbauten, wie etwa Tonnenleger für die Wasser- und Schifffahrtsverwaltung oder als besonderer Höhepunkt das Vermessungsschiff KOMET für das Deutsche Hydrographische Institut (1969). In den beiden Jahren 1967/68 lieferte die Werft nicht weniger als elf Schiffe zwischen 382 und 999 BRT an die Bremer Reederei D. Sander. Nach einer Durststrecke Ende der 1970er Jahre musste die Werft schließlich 1979 Konkurs anmelden.

### Neue Jadewerft GmbH
Nach dem Konkurs wurde die Werft von neuen Gesellschaftern fortgeführt und firmierte als Neue Jadewerft GmbH. Einen Anteil von 70 % des Stammkapitals besaß der Bremer Vulkan. Das bisherige Betriebsgelände reichte nicht mehr aus, so dass im Nordhafen auf neuem Grund und Boden ein neuer Betrieb entstand, der am 10. Mai 1990 seinen Betrieb aufnahm.
Seit 2004 gehört die Neue Jadewerft zur Lürssen-Gruppe. Der Werftbetrieb hat heute eine Belegschaft von etwa 115 Mitarbeitern. Die Schwerpunkte liegen vor allem auf Schiffsreparaturen und der Instandhaltung, insbesondere von Marinefahrzeugen. Des Weiteren wird weiterhin auch Schiffbau aller Art angeboten. Die Werft verfügt über ein Schwimmdock mit 8000 Tonnen und eine Slipanlage bis 2000 Tonnen Tragfähigkeit sowie eine 100 Meter lange Schiffbauhalle.

### Naval Vessels Lürssen (NVL)
Lürssen hat die Sparte Marineschiffbau zum 1. Oktober 2021 in die Naval Vessels Lürssen (NVL) Group ausgegründet, die Rechtsnachfolger des früheren Teilbetriebs der Lürssen-Sparte Defence ist. Das Unternehmen ist unverändert Teil der familiengeführten Unternehmensgruppe Lürssen. Zur NVL Group gehören das Bremer Unternehmen NVL B.V. & Co. KG als Dachgesellschaft, Blohm+Voss in Hamburg, die Peene-Werft in Wolgast sowie die Reparaturwerften Neue Jadewerft in Wilhelmshaven und die Norderwerft in Hamburg sowie Standorte in Australien, Bulgarien und Brunei.